# Hauterive-la-Fresse
Hauterive-la-Fresse is een plaats en voormalige gemeente in het Franse departement Doubs in de regio Bourgogne-Franche-Comté en telt 145 inwoners (1999). De plaats maakt deel uit van het arrondissement Pontarlier.

## Geschiedenis
Hauterive-la-Fresse is op 1 januari 2025 gefuseerd met de gemeenten La Longeville, Montbenoît, Montflovin en Ville-du-Pont tot de gemeente Pays-de-Montbenoît.

## Geografie
De oppervlakte van Hauterive-la-Fresse bedraagt 7,4 km², de bevolkingsdichtheid is 19,6 inwoners per km². De gemeente grenst in het oosten aan Zwitserland.

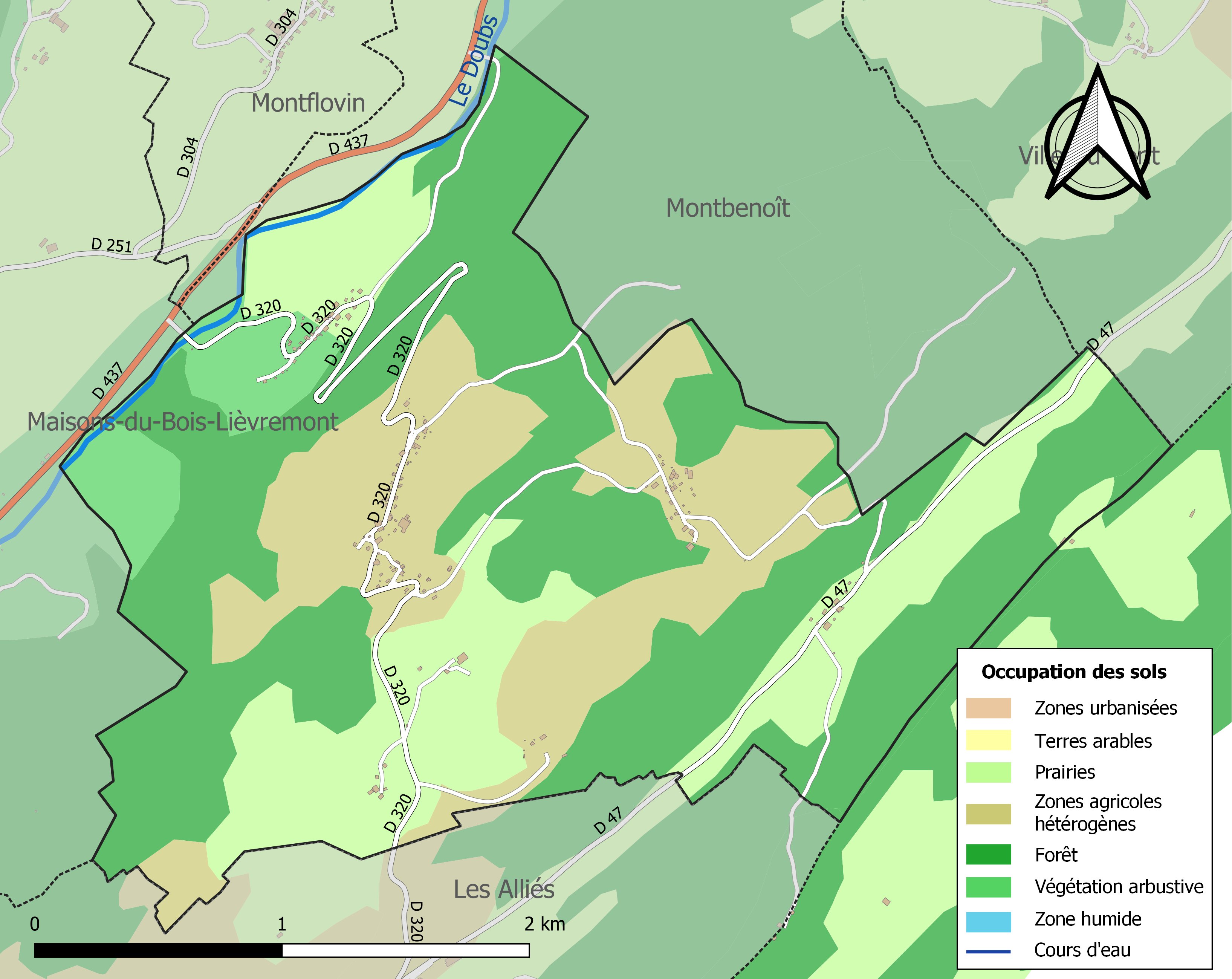
Kaart van de belangrijkste infrastructuur, bodemgebruik en omliggende gemeenten

## Demografie
Onderstaande figuur toont het verloop van het inwonertal.
Hauterive-la-Fresse · La Longeville · Montbenoît · Montflovin · Ville-du-Pont